# Massimo Vignelli

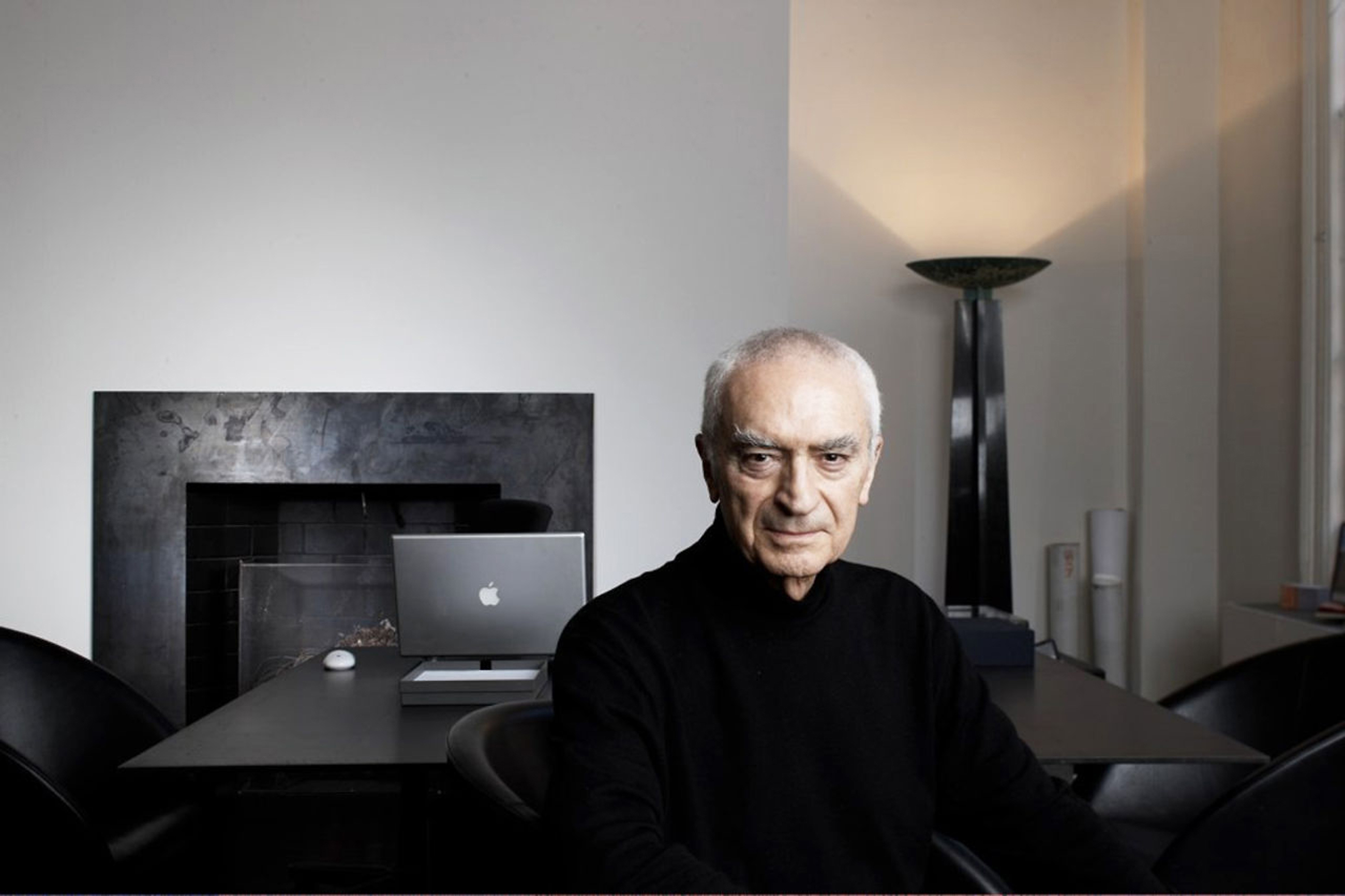
Massimo Vignelli (2009)

Massimo Vignelli (* 10. Januar 1931 in Mailand; † 27. Mai 2014 in New York City) war ein italienischer Grafik- und Industriedesigner sowie Architekt.

## Leben

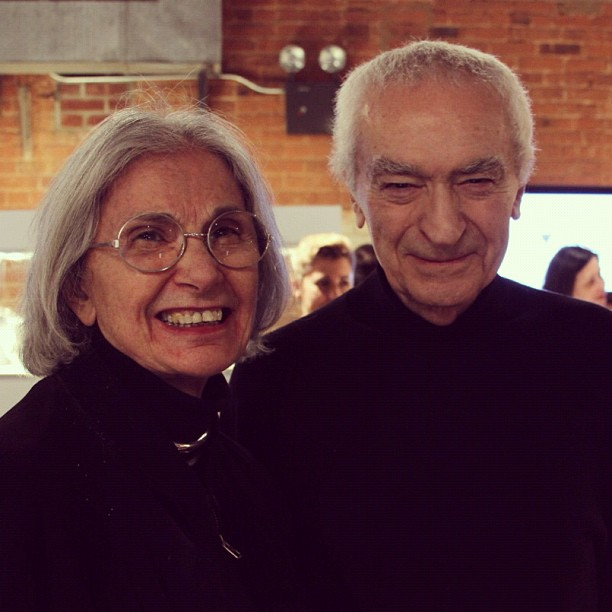
Lella Vignelli und Massimo Vignelli (2012)

Massimo Vignelli studierte Architektur am Politecnico di Milano. Er lernte auf einer Konferenz Elena Valle (1934–2016), gerufen Lella, aus Udine kennen. Gemeinsam studierten sie an der Università IUAV di Venezia. Sie heirateten im Jahr 1957.
1960 eröffnete das Ehepaar Vignelli das Vignelli Office of Design and Architecture. Beide lebten ab Mitte der 1960er Jahre im New Yorker Stadtbezirk Manhattan. 1965 war Massimo Vignelli Mitbegründer und Designdirektor von Unimark International. 1971 firmierte das New Yorker Büro um in Vignelli Associates mit Massimo Vignelli als Präsident. 1978 gründeten die Vignellis in New York das Unternehmen Vignelli Designs unter der Leitung von Lella mit Massimo als Chief Executive Officer.
Er lehrte lange an der Harvard University Graduate School of Design. Er war Präsident der Alliance Graphique Internationale (AGI) und des American Institute of Graphic Arts (AIGA) sowie Vizepräsident der Architectural League.
Lella und Massimo Vignelli lebten ab 1978 in einem zweigeschossigen Apartment auf Manhattans Upper East Side. Sie hatten zwei Kinder. Massimo Vignelli starb im Mai 2014 nach langer Krankheit in seinem Zuhause.

## Werk
Das Ehepaar Vignelli arbeitete stets zusammen, wobei Lellas Fokus auf den räumlichen und Massimos auf den grafischen Aspekten einer Arbeit lag. Gemeinsam entwarfen sie 2010 das The Vignelli Center For Design Studies an dem Rochester Institute of Technology in Rochester im US-Bundesstaat New York.
Massimo Vignellis Wirkungs- und Arbeitsschwerpunkt waren Grafikdesign und Corporate-Identity-Programme sowie Architekturgrafik. Er befasste sich mit Ausstellungsdesign und Innenarchitektur sowie Möbeln ebenso wie mit Industriedesign für Konsumprodukte. Seine Arbeiten sind in vielen renommierten Museen der Welt ausgestellt, wie dem Museum of Modern Art, Metropolitan Museum of Art, Brooklyn Museum, Cooper Hewitt Museum in New York, Musée des Arts Décoratifs in Montreal und Die Neue Sammlung in München. Eine Ausstellung zeigte zwischen 1989 und 1993 seine Arbeiten in St. Petersburg, Moskau, Helsinki, London, Budapest, Barcelona, Kopenhagen, München, Prag und Paris.
Bei Unimark International entwarfen Vignelli und Bob Noorda im Auftrag der New York City Transit Authority die moderne Wegweisung der New Yorker U-Bahn, Vignelli und Joan Charysyn einen 1972 vorgestellten Liniennetzplan.

## Ehrungen und Auszeichnungen

American Airlines, Entwurf von Massimo Vignelli (1967)

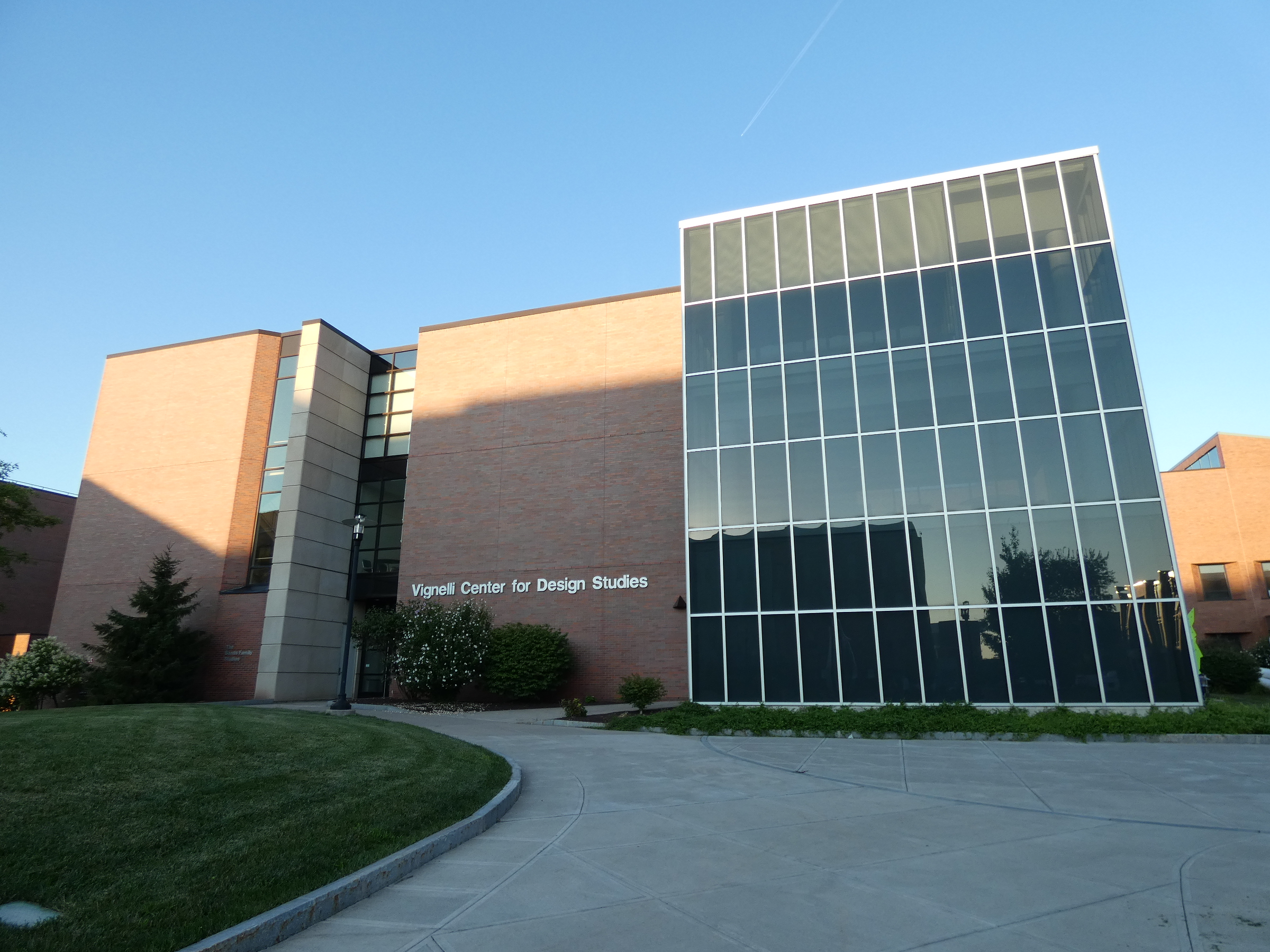
Vignelli Center for Design Studies, Rochester

- 1964 – Gran Premio Triennale di Milano
- 1964–1998 Compasso d’Oro (Italien)
- 1973 – Industrial Arts Medal des American Institute of Architects (AIA)
- 1982 – Aufnahme in die Hall of Fame des New York Art Directors Club[5]
- 1982 – Ehrendoktorwürde der Künste der Parsons School of Design, New York
- 1983 – Goldmedaille des American Institute of Graphic Arts (AIGA)[6]
- 1985 – Presidential Design Award, erste Auszeichnung von Präsident Ronald Reagan für das National Park Service Publications Program
- 1987 – Ehrendoktorwürde der Künste des Pratt Institute, Brooklyn, New York
- 1988 – Aufnahme in die Interior Design Hall of Fame[7][8]
- 1988 – Ehrendoktorwürde der Künste der Rhode Island School of Design, Providence, Rhode Island
- 1991 – Goldmedaille für Design des National Arts Club
- 1992 – Interior Product Designers Fellowship of Excellence
- 1993 – New York State Governor’s Award for Excellence
- 1994 – Ehrendoktorwürde der Architektur der Universität Venedig
- 1994 – Ehrendoktorwürde der Künste der Corcoran School of Art, Washington D.C.
- 1995 – Brooklyn Museum Design Award for Lifetime Achievement
- 1996 – Honorary Royal Designer for Industry Award, Royal Society of Arts, London
- 2000 – Ehrendoktorwürde der Künste des Art Center College of Design, Pasadena, California
- 2002 – Ehrendoktorwürde der Künste des Rochester Institute of Technology, Rochester, New York
- 2003 – National Lifetime Achievement Award from the National Museum of Design at Cooper Hewitt, New York[9]
- 2004 – Visionary Award from the Museum of Art and Design, New York
- 2005 – Architekturpreis der American Academy of Arts and Letters, New York[10]

## Schriften
- Lella and Massimo Vignelli, Bertrams 2004, ISBN 1920744525
- Vignelli from A to Z, Images Pub 2008, ISBN 1864701765
- The Vignelli Canon, Müller 2010, ISBN 3037782250